# Мокшанцев, Олег Евгеньевич
Олег Евгеньевич Мокшанцев  (30 декабря 1924 — 22 января 2007) — советский и российский актёр театра и кино. Заслуженный артист РСФСР (1991).

## Биография
Олег Мокшанцев родился 30 декабря 1924 года в Бессарабии.
После школы работал на фабрике КАРДО-ЛЕНТА в Москве в качестве токаря и мастера-наладчика с марта по август 1942 года. В этом же году был направлен во Владимирское военно-пехотное училище, которое окончил в звании лейтенанта в 1943 году. После училища был направлен на фронт, где командовал стрелковым взводом в 1028 стрелковом полку. В 1943 году был тяжело ранен. После лечения был направлен в 324 стрелковый городской батальон, где командовал взводом и ротой разведки.
После войны поступил во Всесоюзный государственный институт кинематографии (выпуск 1950 года, мастерская Б. В. Бибикова и О. И. Пыжовой).
Был актёром Театра-студии киноактёра (1950—1951, с 1955) и Драматического театра группы Советских войск в Германии (1951—1955).
В кино с 1955 года. Первым фильмом стала производственная драма режиссёра Николая Фигуровского «Повесть об агрономе», где он снялся в главной роли (фильм не вышел на экраны). Среди других его работ: шофёр Мигалкин («По тонкому льду»), Яков Петерс («Шестое июля»), Рогдай («Руслан и Людмила»), Назаренко («Я — Водолаз 2»), Симавин («Окраина»).
Долгие годы был востребованным актёром дубляжа, озвучил около шестисот различных персонажей. Одной из самых известных его работ стало озвучивание роли афериста Филиппа Бэнга (Энтони Куинн) в криминальной комедии итальянского режиссёра Серджо Корбуччи «Блеф».
Скончался после продолжительной тяжёлой болезни 22 января 2007 года в Москве. Прах покоится в колумбарии Введенского кладбища в секции 10 рядом с прахом матери и жены — Мокшанцева Лидия Петровна (1926—2006) — переводчик с английского языка, старший научный сотрудник ГосНИИР. Занималась переводом, аннотированием, реферированием литературы по вопросам реставрации. Участвовала в подготовке аннотированных библиографических указателей иностранной и отечественной литературы по охране и реставрации памятников истории и культуры.

## Фильмография
- 1955 — Повесть об агрономе
- 1957 — Случай на шахте восемь — работник шахты
- 1957 — Орлёнок — немецкий офицер
- 1957 — Координаты неизвестны — Солонин
- 1958 — Сегодня увольнения не будет — Вишняков
- 1958 — На дорогах войны — старшина Мазепа
- 1959 — Нормандия — Неман
- 1959 — Золотой эшелон
- 1960 — Северная радуга — Пущин
- 1961 — Девять дней одного года — служащий аэропорта
- 1961 — Битва в пути — Уханов
- 1963 — Юнга со шхуны «Колумб» — диверсант
- 1963 — Над пустыней небо — Андрей Черногоров
- 1963 — Армия «Трясогузки» — белогвардеец
- 1965 — Пакет — унтер
- 1965 — Игра без правил — Ганс
- 1966 — Сказка о царе Салтане
- 1966 — По тонкому льду — шофёр Мигалкин
- 1966 — Королевская регата — Солуянов
- 1967 — За нами Москва
- 1968 — Шестое июля — Петерс
- 1968 — Переходный возраст — Богдан Осипович
- 1969 — У заставы «Красные камни» — Можаев
- 1969 — Старый дом — тюремный комендант
- 1969 — Красная палатка — Пономарёв
- 1970 — Поезд в завтрашний день
- 1970 — Опекун — работник завода
- 1970 — Морской характер — Павел Иванович
- 1971 — Руслан и Людмила — Рогдай
- 1971 — Город под липами — Дьяков
- 1972 — Пётр Рябинкин
- 1972 — Лёгкая вода
- 1972 — Карпухин — Мишаков
- 1972 — За всё в ответе — участник встречи выпускников
- 1972 — Визит вежливости
- 1973 — Вечный зов — командир партизанского отряда
- 1974 — Совесть — Князев
- 1974 — Ответная мера — Виноградов
- 1974 — Гнев — Матвей Бежан'
- 1975 — Я — Водолаз 2 — Назаренко
- 1976 — Сохранить город / Ocalić miasto (ПНР, СССР) — генерал Коровников, командующий 59-й армией
- 1977 — Трудный участок
- 1978 — До последней капли крови — советский генерал
- 1979 — Прощальная гастроль «Артиста» — Сергей Петрович Голованов, майор милиции
- 1979 — Город принял — полковник милиции
- 1980 — Страх
- 1980 — На берегу большой реки — Лубенцов
- 1980 — Крах операции «Террор» — чекист
- 1980 — Иначе нельзя
- 1982 — Частная жизнь
- 1982 — По законам военного времени — полковник
- 1982 — Смерть на взлёте — Михно
- 1983 — Полоса везения
- 1983 — Молодость — директор института
- 1984 — Потерялся слон — офицер милиции
- 1984 — Особое подразделение — майор Бармин
- 1985 — Из жизни Потапова — Суворов
- 1986 — Рысь возвращается — Чернов
- 1987 — Ловкачи — Игорь Бантыш
- 1987 — Команда «33» — военком
- 1989 — Во бору брусника — Юрий
- 1989 — Егоровы
- 1990 — Война на западном направлении
- 1998 — Окраина — Симавин
- 1995 — Красная вишня — полковой священник
- 2004 — Ночной Дозор — покупатель в супермаркете

## Озвучивание мультфильмов
- 1961 — Муравьишка-хвастунишка — 2-й муравей
- 1977 — Полигон — капитан военного корабля
- 1986 — Геракл у Адмета — полководец
- 1992 — Скажи, Юпитер! — Медведь

## Дубляж фильмов и мультфильмов
- 1952 — Огни рампы (США) — Постант (роль Найджела Брюса)
- 1953 — Банковский билет в миллион фунтов стерлингов (США) — мистер Рид
- 1957 — Король в Нью-Йорке (США) — посол Жамье (роль Оливера Джонстона)
- 1958 — Бабетта идёт на войну (Франция) — капитан Дарси
- 1960 — Спартак (США) — Марк Публий Глабр (роль Джона Долла)
- 1962 — Триста спартанцев (США) — Демарат
- 1962 — Тридцать три несчастья (США) — инспектор Олифант
- 1962 — Убить пересмешника (США) — шериф Гек Тейт
- 1964 — Золотой гусь (ГДР) — принц Штюрфрид (роль Герхарда Рахольда)
- 1964 — Звезда Улугбека — Абдураззак (играет Хамза Умаров)
- 1966 — Лекарство от любви (Польша) — Януш (роль Венчислава Глинского)
- 1967 — Венская почтовая марка (Эстония) — Саулюс (роль Эйнари Коппеля)
- 1968 — Анжелика и султан (Франция, Италия) — турецкий посол
- 1972 — Зита и Гита (Индия) — инспектор Рана
- 1973 — Затянувшаяся расплата (Индия) — Теджа
- 1974 — Потоп (Польша, СССР) — Стефан Чарнецкий (роль Веслава Голаса)
- 1975 — Три дня Кондора (США) — Жубер (роль Макса Фон Сюдова)
- 1975 — Сиятельные трупы (Италия) — президент Верховного Суда (роль Макса Фон Сюдова)
- 1976 — Блеф (Италия) — Филипп Бэнг (роль Энтони Куинна)
- 1978 — Завтра не наступит никогда (Великобритания) — капитан полиции (роль Джона Айрленда)
- 1978 — Смерть на Ниле (Великобритания) — полковник Рейс (роль Дэвида Нивена)
- 1979 — Китайский синдром (США) — Мак Чернил
- 1979 — Правосудие для всех (США) — 	Мэрвин Бэйтс
- 1981 — Невезучие (Франция) — полицейский в аэропорту
- 1983 — Академия пана Кляксы (Польша, СССР) — брадобрей Филипп (роль Леона Немчика)
- 1983 — Цена риска (Франция) — Антуан Шире (роль Бруно Кремера)
- 1984 — Откройте, полиция! (Франция) — комиссар Блоре (роль Жюльена Гиомара)
- 1985 — Астерикс против Цезаря (Франция) — Гай Юлий Цезарь
- 1986 — Путешествия пана Кляксы (Польша, СССР) — Филипп, робот 13-го поколения (роль Леона Немчика)
- 1987 — Короткий фильм об убийстве (Польша) — председатель комитета (роль Збигнева Запасевича)
- 1990 — Битва трёх королей (СССР, Испания, Италия) — Папа Римский Павел V (роль Фернандо Рейа)
- 1990 — Вид на жительство (США, Франция) — адвокат Бронте (роль Роберта Проски)
- 1993 — На линии огня (США) — президент США
- 1993 — Пришельцы (Франция) — метрдотель
- 1997 — Завтра не умрёт никогда (Великобритания, США) — доктор Кауфман (роль Винсента Скьявелли)
- 1999 — Сонная Лощина (США, Германия) — судья (роль Кристофера Ли)

## Награды и звания
- Орден «За заслуги перед Отечеством» IV степени (21 февраля 2005 года) — за большой вклад в развитие отечественного кинематографа и многолетнюю творческую деятельность[2]
- Орден Почёта (21 ноября 2001 года) — за многолетнюю плодотворную деятельность в области культуры и искусства, большой вклад в укрепление дружбы и сотрудничества между народами[3]
- Орден Красной Звезды[4]
- Заслуженный артист РСФСР (13 мая 1991 года) — за заслуги в области советского киноискусства[5]